# Les Epesses
Les Epesses è un comune francese di 2 637 abitanti situato nel dipartimento della Vandea nella regione dei Paesi della Loira. Vi si trova il parco dei divertimenti Puy du Fou.

## Società

### Evoluzione demografica
Abitanti censiti